# Wallemia ichthyophaga
Wallemia ichthyophaga är en svampart som beskrevs av Johan-Olsen 1887. Wallemia ichthyophaga ingår i släktet Wallemia och familjen Wallemiaceae.   Inga underarter finns listade i Catalogue of Life.

## Bildgalleri

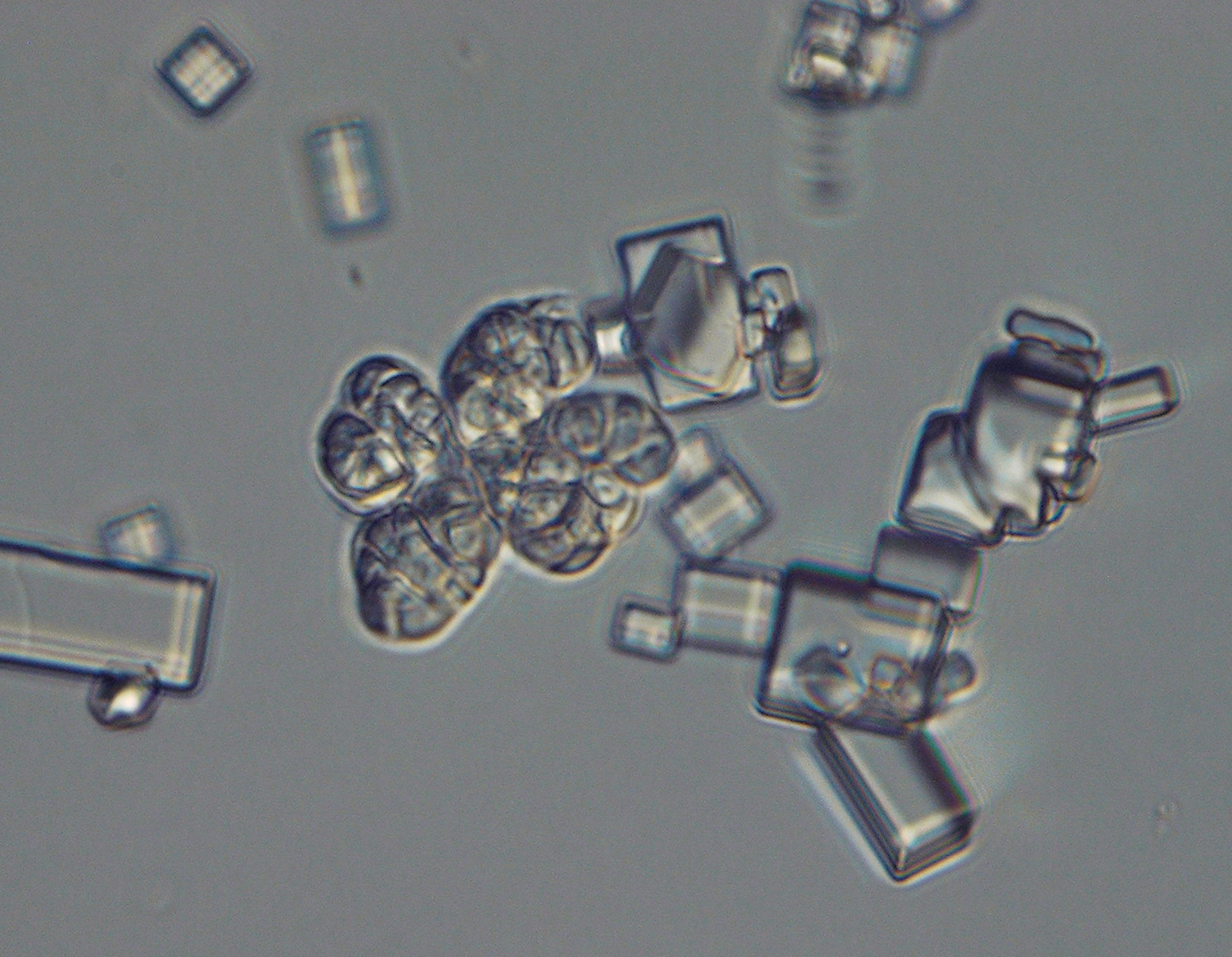